# Ireneusz Karamon
Ireneusz Karamon (ur. 21 marca 1941 w Marianówce, zm. 7 listopada 2014 w Durbanie) – polski aktor teatralny i filmowy, działacz emigracyjny.

## Życiorys
W 1966 roku zdał eksternistyczny egzamin aktorski. W kolejnych latach był członkiem zespołów: Teatru Ziemi Gdańskiej w Gdyni (1966-1969), Teatru Lubuskiego w Zielonej Górze (1969-1975), Teatru im. Aleksandra Fredry w Gnieźnie (1975) oraz Teatru Powszechnego w Łodzi (1976-1980). Wystąpił także w dwóch spektaklach Teatru Telewizji (1970, 1978) oraz czterech audycjach Teatru Polskiego Radia (1964-1974).
W 1981 roku wyemigrował do Republiki Południowej Afryki. Tam zaangażował się w działania środowisk polonijnych, m.in. będąc prezesem Związku Polaków w Natalu (1989-1993).

### Nagrody i odznaczenia
- 1969 - Wyróżnienie na XI Festiwalu Teatrów Polski Północnej w Toruniu z rolę w spektaklu "Bracia" Zdzisława Wróbla
- 1975 - Lubuska Nagroda Kulturalna II stopnia[3]
- 1976 - nagroda na II Opolskich Konfrontacjach Teatralnych za rolę Sajetana Tempe w "Szewcach" Witkacego
- 1997 - Złoty Krzyż Zasługi

## Filmografia
- Kaszëbë (1970) - Skwiercz
- Zabijcie czarną owcę (1971) - Antoś
- Piżama (1971) - kolega Staśka
- Meta (1971)
- Trzeba zabić tę miłość (1972) - mężczyzna w urzędzie zatrudnienia
- Kwiat paproci (1972)
- Najważniejszy dzień życia (1974) - górnik Kolbusz (odc. Katastrofa)
- Pokój z widokiem na morze (1977) - urzędnik
- Podróż do Arabii (1979)
- Pałac (1980) - chłop z obrazem
- Gorączka (1980) - barman
- Przyjaciele (1981) - odc. 3
- Najdłuższa wojna nowoczesnej Europy (1981) - policjant Glass (odc. 6)

Źródło: